# Neukirchen am Großvenediger
Neukirchen am Großvenediger ist eine österreichische Marktgemeinde im Bezirk Zell am See (Pinzgau), Salzburger Land mit 2683 Einwohnern (Stand 1. Jänner 2024). Sie liegt in der Region Oberpinzgau, etwa 16,5 Kilometer von deren Hauptort Mittersill sowie 44 Kilometer von der Bezirkshauptstadt Zell am See entfernt und gehört zu den Nationalparkgemeinden Hohe Tauern.

## Geografie
Das Ortszentrum von Neukirchen am Großvenediger liegt auf einer Seehöhe von 858 Metern am Fuße des Wildkogels im oberen Salzachtal, am linken – nördlichen, sonnseitigen – Ufer der Salzach. Zuflüsse der Salzach sind vom Norden her, aus den Kitzbüheler Alpen kommend, der Trattenbach und der Dürnbach, von Süden her, in den Hohen Tauern entspringend, der Obersulzbach und der Untersulzbach. Mit 165 km² ist Neukirchen die viertgrößte Gemeinde des Bezirks Zell am See.
Im Westen trennt der Trattenbach Neukirchen von Wald im Pinzgau, im Norden stellen die Kitzbüheler Alpen eine natürliche Grenze zu den beiden Tiroler Gemeinden Westendorf und Kirchberg in Tirol im Bez. Kitzbühel dar. Vom Wildkogel bis in die Hohen Tauern hinein verläuft die Ostgrenze zur Gemeinde Bramberg. Jener Teil des Gemeindegebietes, welcher sich in den Hohen Tauern befindet, umfasst neben den beiden Tauerntälern, Untersulzbachtal und Obersulzbachtal, mit dem Großvenediger (3657 m) auch den höchsten Berg des Bundeslandes. In den Tauern liegen auch die Grenzen zu den Nachbargemeinden Prägraten am Großvenediger und Matrei in Osttirol im Bez. Lienz, Tir. sowie zur Gemeinde Krimml.

### Gemeindegliederung
Das Gemeindegebiet umfasst folgende vier Ortschaften (in Klammern Einwohnerzahl Stand 1. Jänner 2024):
- Mitterhohenbramberg (74)
- Neukirchen am Großvenediger (1491)
- Rosental (742)
- Sulzau (376)

Die Gemeinde besteht aus den Katastralgemeinden Neukirchen, Rosental und Sulzau.
Der Staatsbürgerschafts- und Standesamtsverbands Neukirchen am Großvenediger ist in den entsprechenden Belangen auch für die beiden Nachbargemeinden Wald im Pinzgau und Krimml zuständig.
Neukirchen war bis 2002 Teil des Gerichtsbezirks Mittersill und gehört seit 2003 zum Gerichtsbezirk Zell am See.
Gemeinsam mit acht anderen Oberpinzgauer Gemeinden bildet Neukirchen den Regionalverband Oberpinzgau.
Die Gemeinde ist, gemeinsam mit den anderen Oberpinzgauer Gemeinden zwischen Krimml und Hollersbach, Teil des Reinhalteverbandes Oberpinzgau West, welcher die Infrastruktur betreffend Kanalisation und ordnungsgemäßer Entsorgung der Abwässer aus der Region verantwortet.
Die drei Wahlsprengel der Marktgemeinde Neukirchen am Großvenediger zählen bei Wahlen zum Österreichischen Nationalrat (Österreich) zum Regionalwahlkreis Lungau/Pinzgau/Pongau (5c), sowie zum Landeswahlkreis Salzburg. Bei den Salzburger Landtagswahlen zum Landtagswahlkreis Zell am See (6).

### Nachbargemeinden
| Westendorf (Bez. Kitzbühel, Tir.) |                                               | Kirchberg in Tirol (Bez. Kitzbühel, Tir.) |
| Wald im Pinzgau Krimml            | Kompassrose, die auf Nachbargemeinden zeigt   | Bramberg am Wildkogel                     |
|                                   | Prägraten am Großvenediger (Bez. Lienz, Tir.) | Matrei in Osttirol (Bez. Lienz, Tir.)     |

## Geschichte

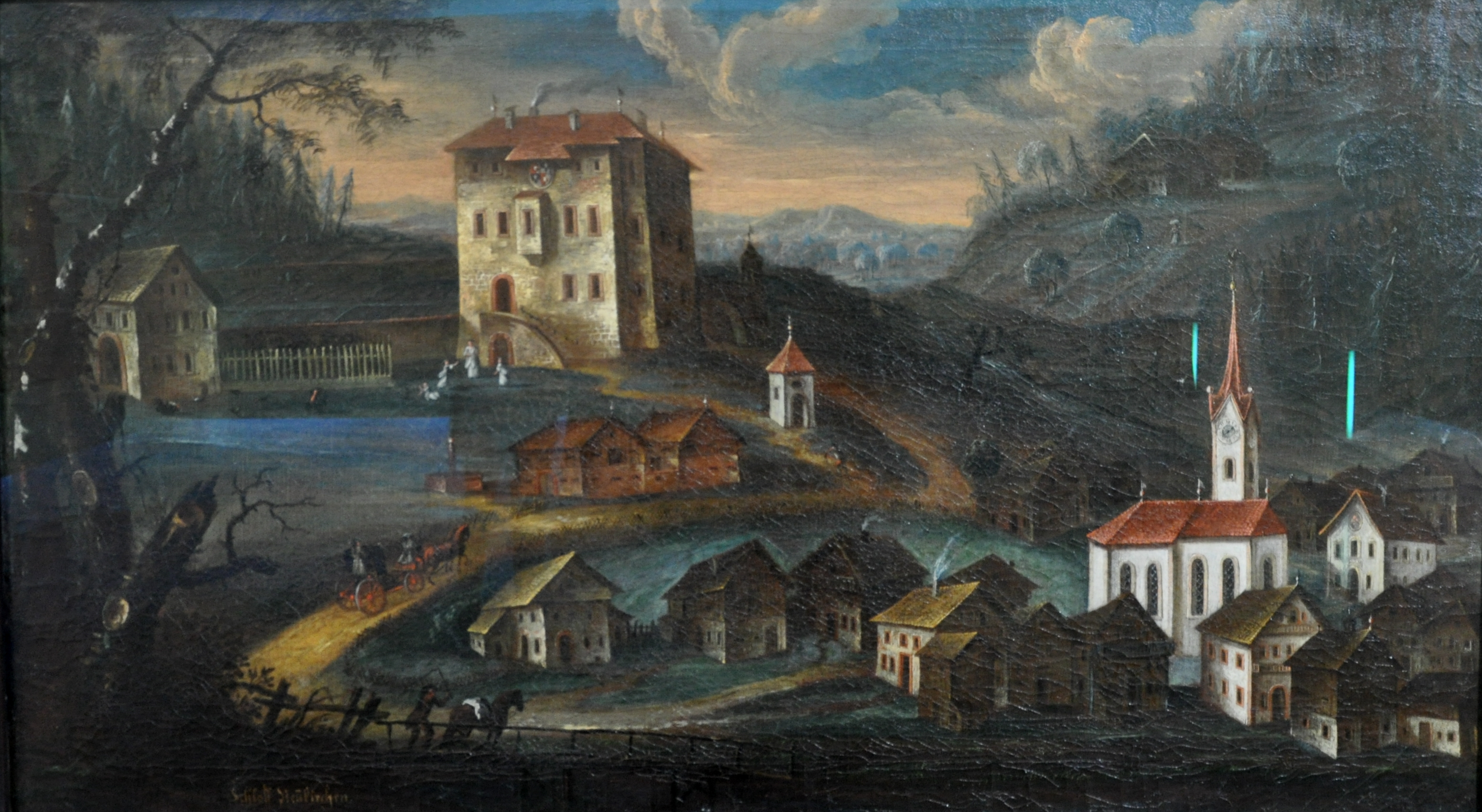
Burg und Dorf um 1760 (Franz Xaver König)

### Herkunft des Ortsnamens
Es heißt, dass es ursprünglich einen Ort namens Mitterdorf in der heutigen Dürnbachau gegeben habe, welcher aber durch eine Überschwemmung des Dürnbaches zerstört worden wäre. Man habe deshalb weiter östlich in geschützter Lage ein neues Dorf mit einer neuen Kirche gebaut, welches deshalb Neukirchen genannt wurde.

## Kultur und Sehenswürdigkeiten
- Burgruine Hieburg
- Burgruine Friedburg (Pinzgau)
- Schloss Hochneukirchen

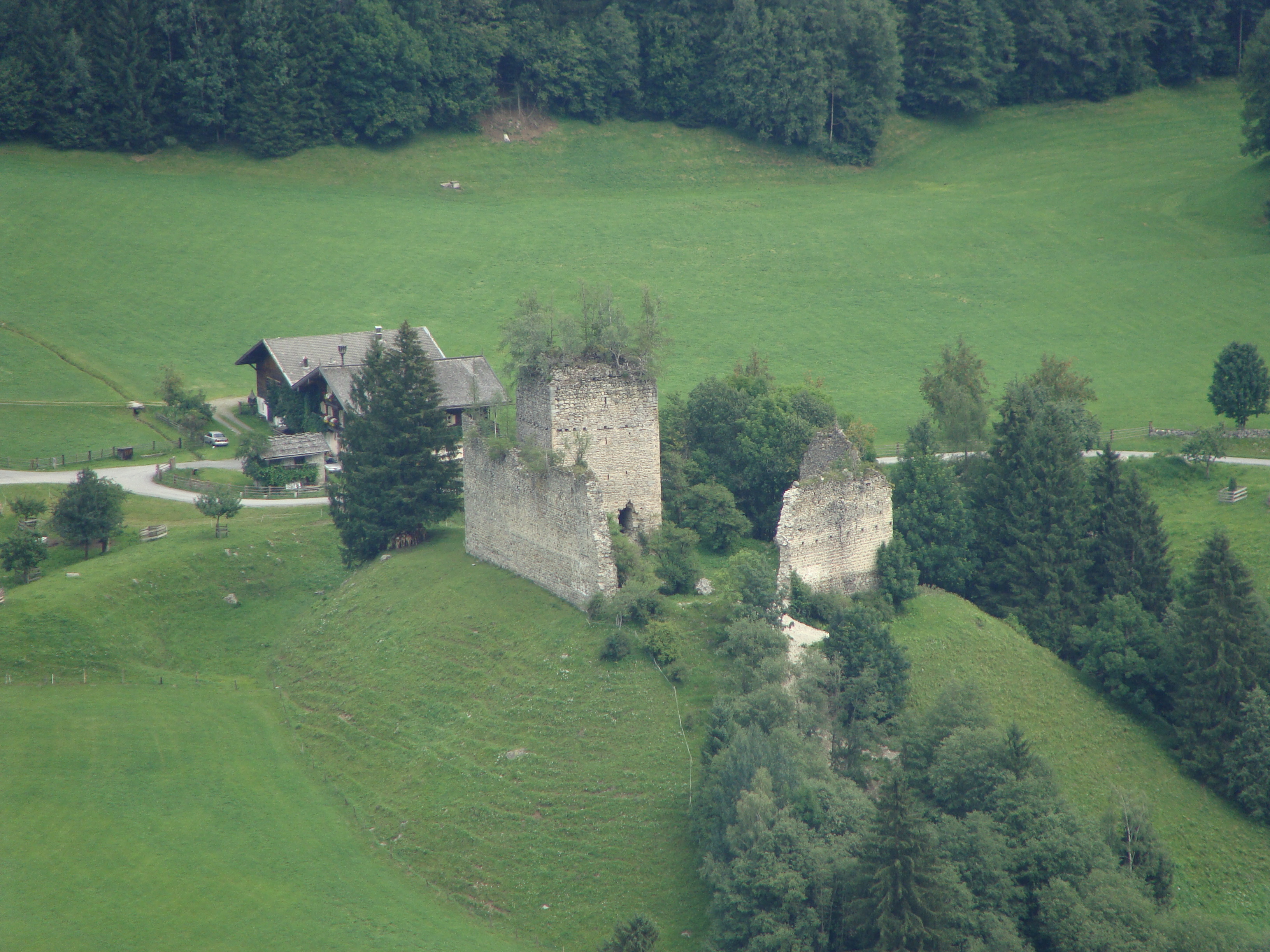
Burgruine Hieburg

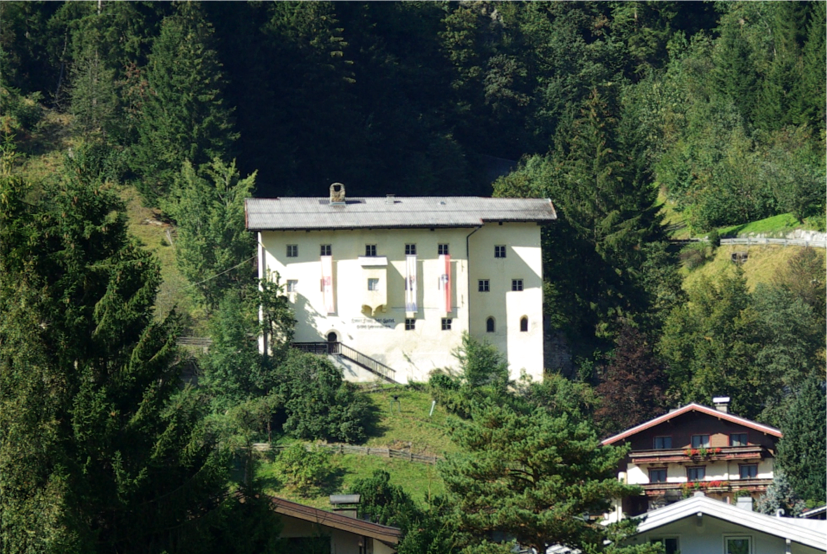
Schloss Hochneukirchen

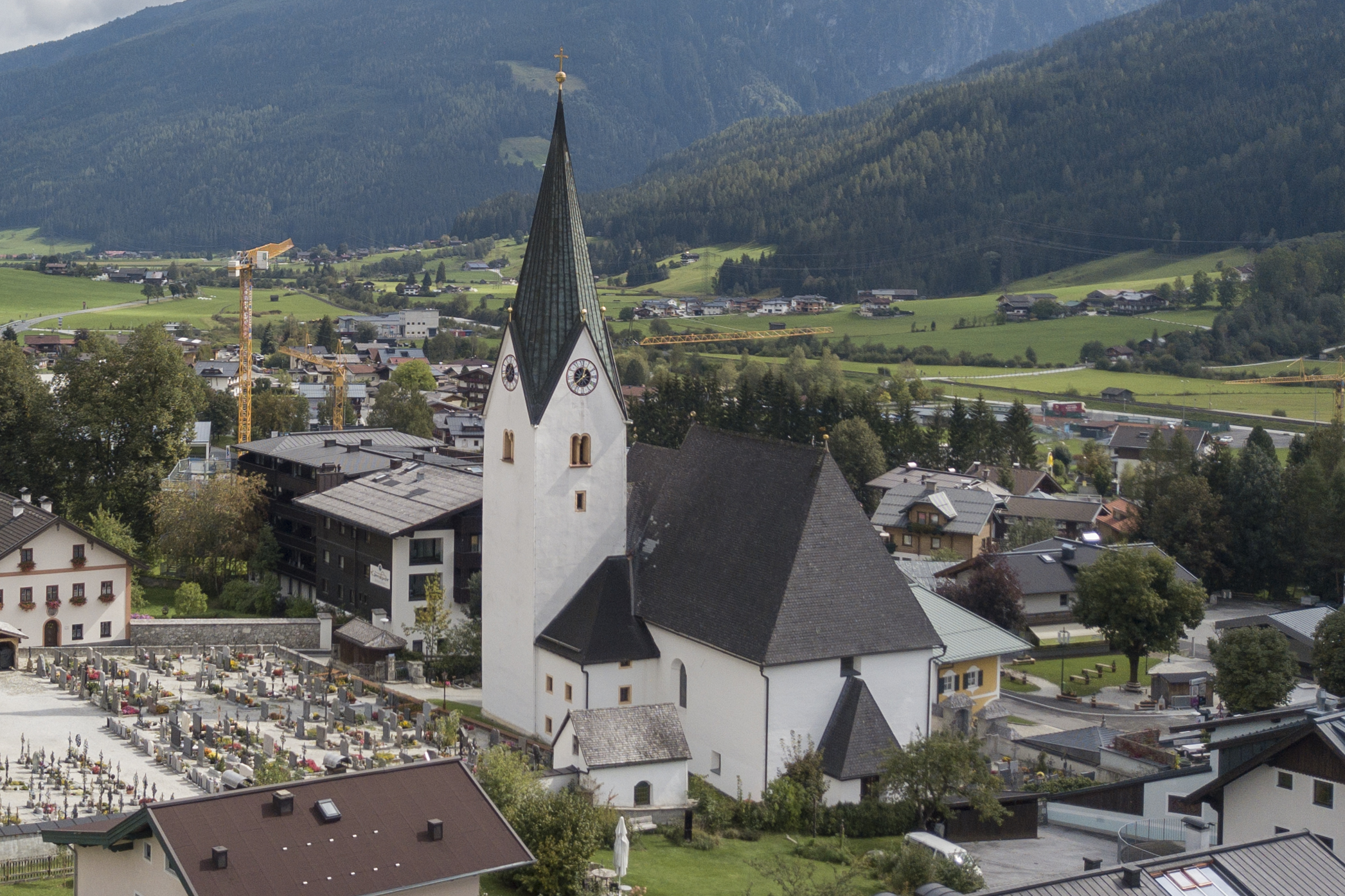
Pfarrkirche Neukirchen am Großvenediger

- Katholische Pfarrkirche Neukirchen am Großvenediger hl. Johannes der Täufer

## Wirtschaft und Infrastruktur

### Tourismus
Eine Kabinenbahn führt auf fast 2100 Meter Höhe hinauf auf den Wildkogel. Hier bieten sich in den Sommermonaten gute Wandermöglichkeiten. In den Wintermonaten findet sich ein breites Angebot für den Wintersport. Ebenso sind die südlichen Taler von Neukirchen gut zu bewandern. So können Kristalle im Obersulzbachtal / Hopffeldboden (⊙) bestaunt werden oder beim Taleingang der Blausee (⊙) gelaufen werden.

### Verkehr
- Bahn: Die Pinzgauer Lokalbahn (früher Pinzgaubahn, auch Krimmler Bahn) ist eine Schmalspurbahn mit einer Spurweite von 760 Millimetern (Bosnische Spurweite) im österreichischen Bundesland Salzburg. Die seit 1. Juli 2008 im Eigentum des Landes Salzburg stehende ehemalige ÖBB-Strecke wird von der Salzburg AG unter der Bezeichnung SLB Pinzgauer Lokalbahn betrieben. Sie verläuft mit knapp 53 Kilometer Länge im Tal der Salzach zwischen Zell am See und Vorderkrimml durch die Hochgebirgsregion des Salzburger Pinzgaus.
- Bus: Der Postbus 670 hält in der Ortsmitte von Neukirchen.
- Straße: Auch wird die Gerlos Straße (B165) um den Ort geführt.

### Bildung

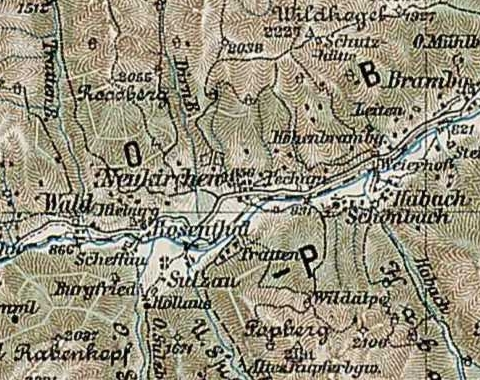
Neukirchen. Franzisco-Josephinische Landesaufnahme, Blatt 30–47 Bruneck, um 1900

Die Gemeinde Neukirchen betreibt einen Gemeindekindergarten. Neukirchen am Großvenediger verfügt über eine Volks-, eine Mittel- und eine Allgemeine Sonderschule.

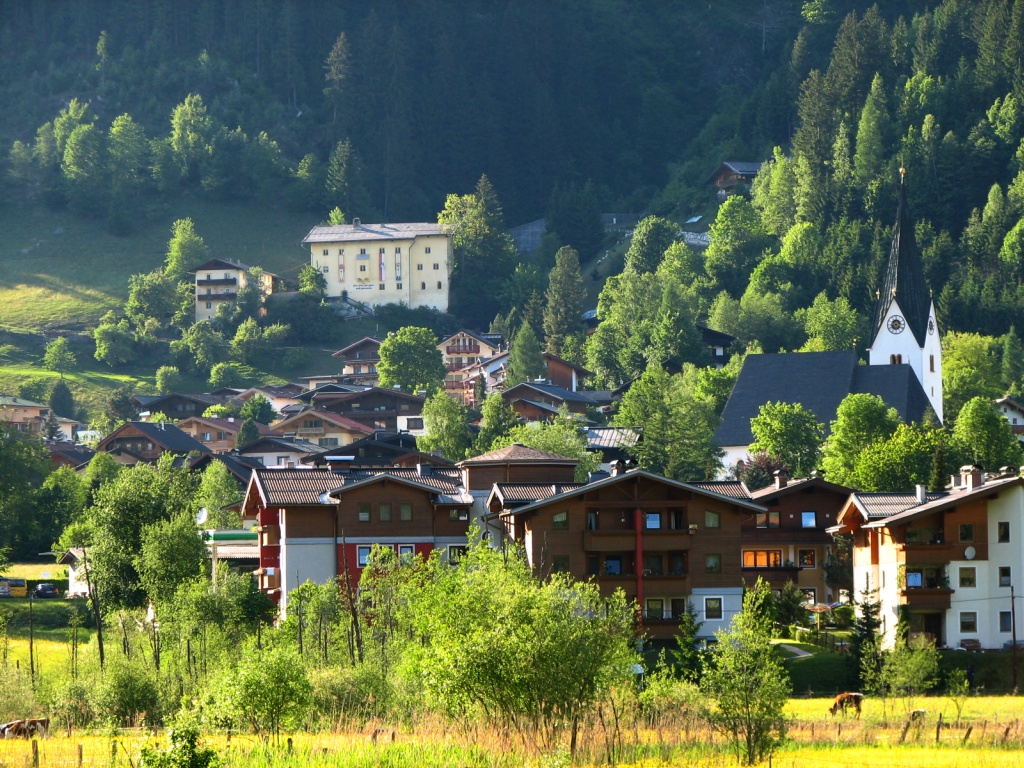
Blick von der Salzach mit Kirche und Schloss
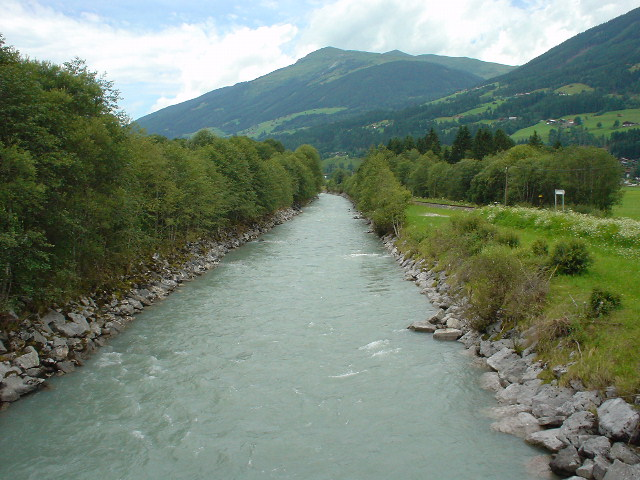
Salzach bei Neukirchen
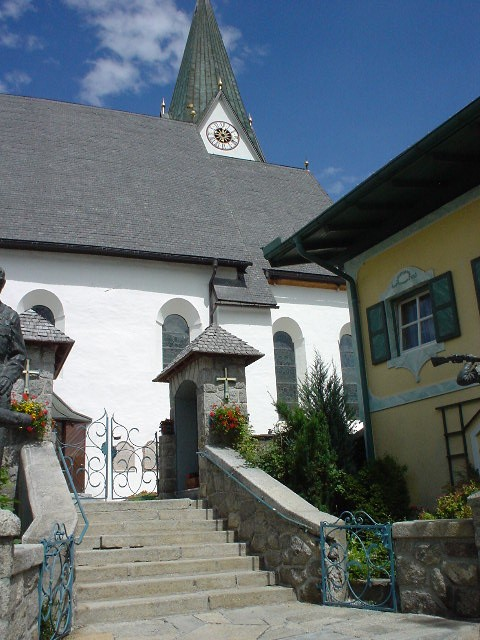
Kirche in der Ortsmitte von Neukirchen
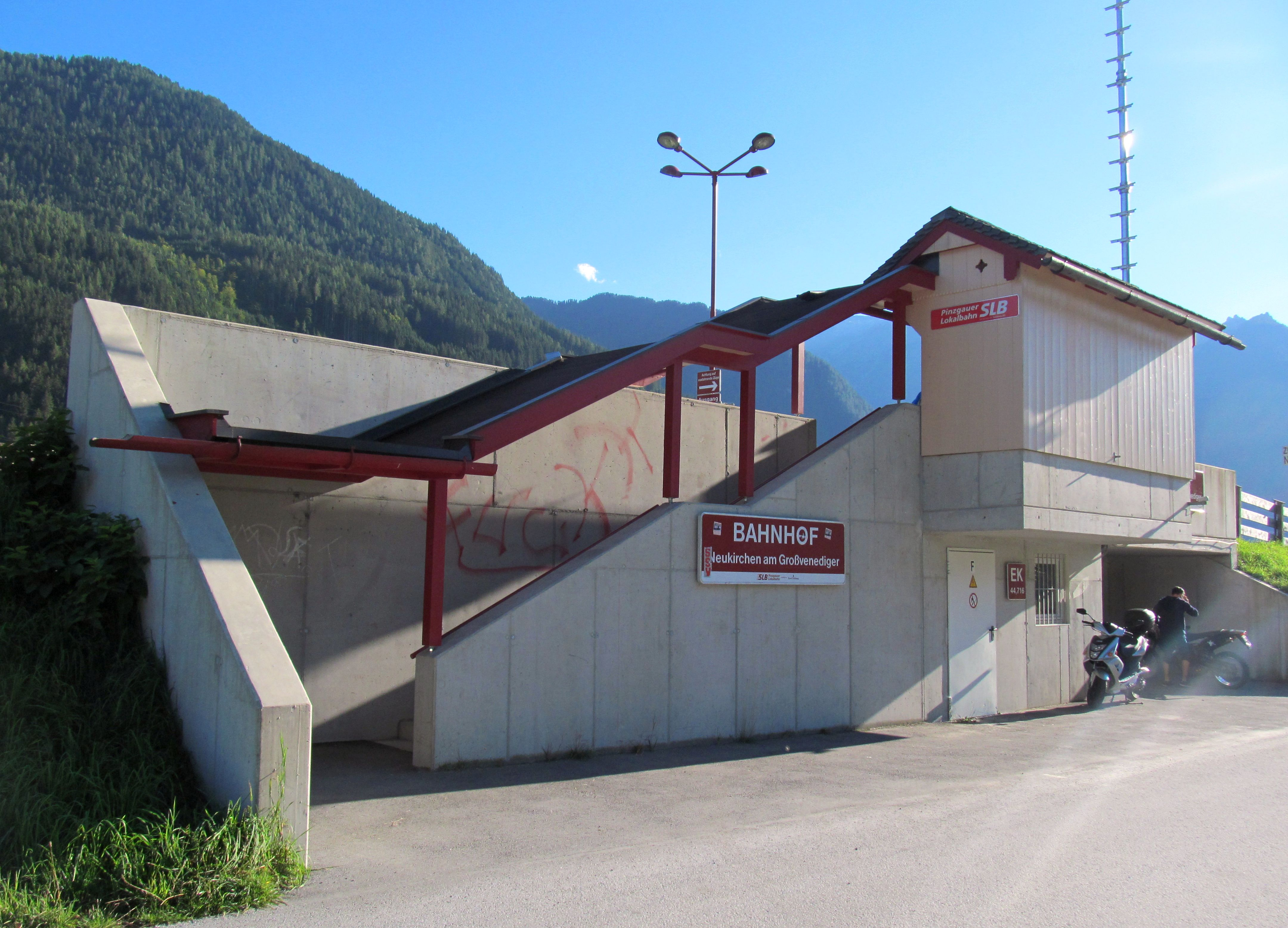
Bahnhof Neukirchen
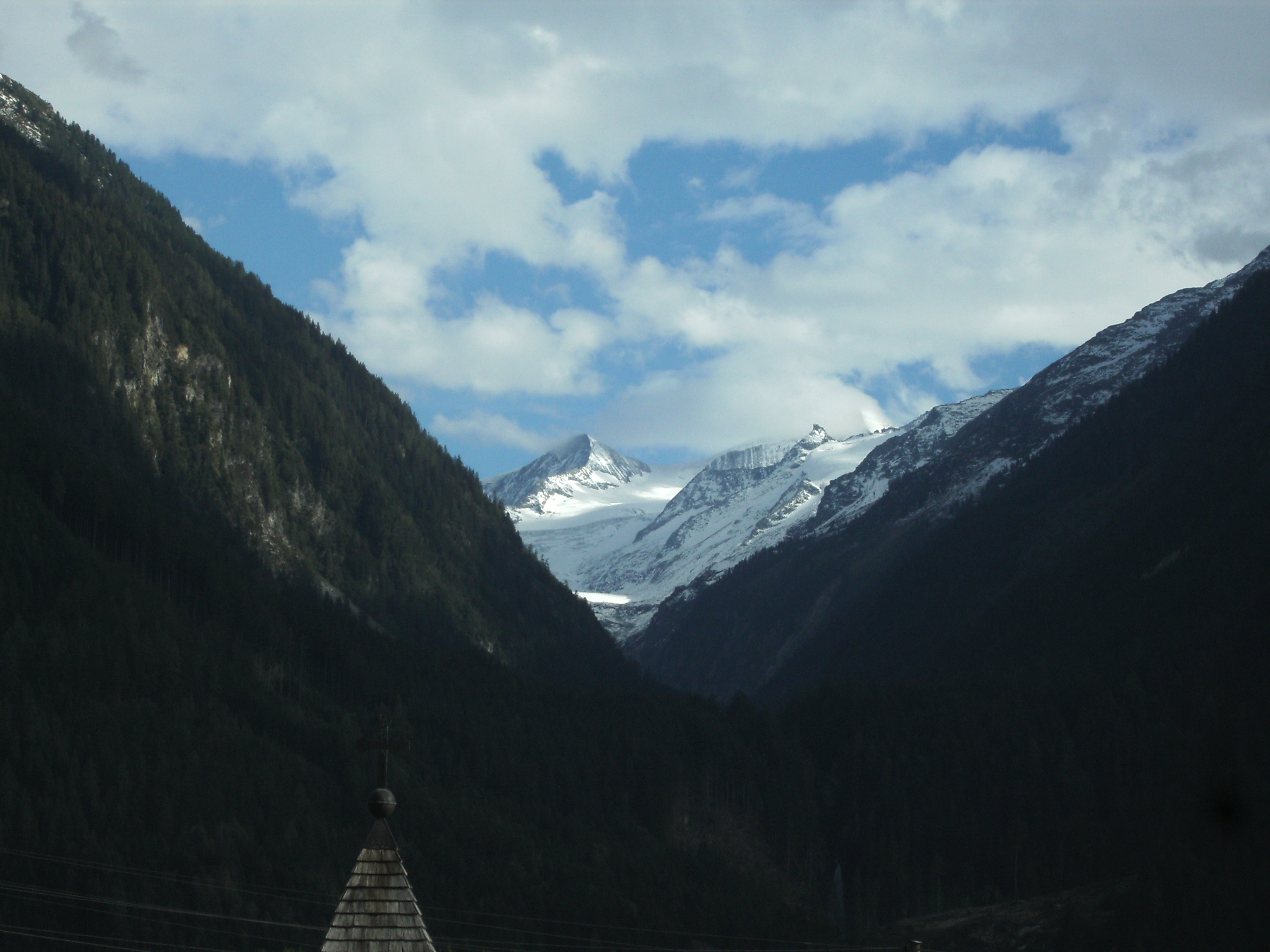
Untersulzbachtal und am Ende sieht man den Kleinvenediger, der Großvenediger ist in Wolken

## Politik

### Gemeinderat
| Gemeinderatswahl 2024Wahlbeteiligung: 74,9 % 50403020100 42,6 % (+9,6 %p)36,4 % (−6,1 %p)21,0 % (+14,3 %p) FÜRÖVPFPÖ20192024 |

Die Gemeindevertretung hat insgesamt 19 Mitglieder.
- Mit den Gemeindevertretungs- und Bürgermeisterwahlen in Salzburg 2004 hatte die Gemeindevertretung folgende Verteilung: 8 ÖVP, 8 SPÖ, 2 UHL, und 1 FPÖ.
- Mit den Gemeindevertretungs- und Bürgermeisterwahlen in Salzburg 2009 hatte die Gemeindevertretung folgende Verteilung: 8 ÖVP, 8 SPÖ, 2 UHL, und 1 FPÖ.[6]
- Mit den Gemeindevertretungs- und Bürgermeisterwahlen in Salzburg 2014 hatte die Gemeindevertretung folgende Verteilung: 7 ÖVP, 6 UHL, 5 SPÖ und 1 FPÖ.[7]
- Mit den Gemeindevertretungs- und Bürgermeisterwahlen in Salzburg 2019 hatte die Gemeindevertretung folgende Verteilung: 9 ÖVP, 6 FÜR, 3 SPÖ und 1 FPÖ.[8]
- Mit den Gemeindevertretungs- und Bürgermeisterwahlen in Salzburg 2024 hat die Gemeindevertretung folgende Verteilung: 8 FÜR, 7 ÖVP und 4 FPÖ.[9]

### Bürgermeister
- 1934–1938 Johann Schweinberger (CS)
- 1938–1945
- 1945–1969 Johann Schweinberger (ÖVP)
- 1969–1979 Alexander Pichler (SPÖ)[10]
- 1979–2018 Peter Nindl (ÖVP)[11]
- seit 2018 Andreas Schweinberger (ÖVP)[12]

### Wappen
| Wappen von Neukirchen am Großvenediger | Blasonierung: „Im blauen Felde ein aus einer erniedrigten silbernen Spitze wachsend weißer oder silberner Steinbock, der in den Vorderläufen eine von Rot und Silber gespaltene Kugel hält.“ |
| Wappen von Neukirchen am Großvenediger | Wappenbegründung: Das Wappen verweist mit dem Steinbock auf das historische Wappen der Herren von Neukirchen und mit der Kugel auf jenes der Kuenburger. Die silberne Spitze stilisiert den Großvenediger, den höchsten Berg Salzburgs, dessen Namen die Gemeinde seit dem Tag der Wappenverleihung auch im Ortsnamen führt. Das Wappen wurde wenige Wochen nach der Erhebung zum Markt, am 20. Februar 1929, durch die Salzburger Landesregierung verliehen. |

## Sonstiges

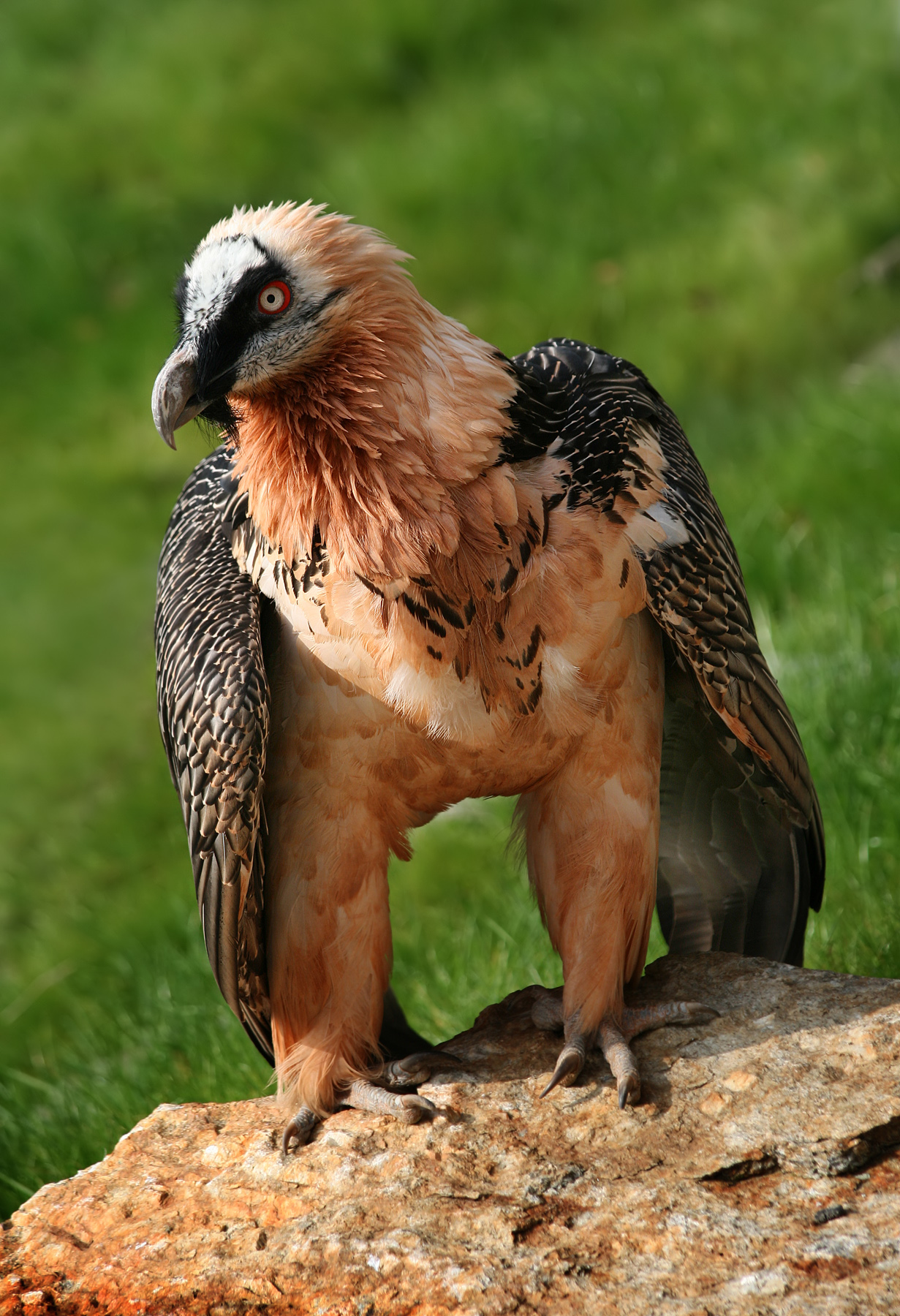
Bartgeier

Im Jahr 2011 wurden im Untersulzbachtal die zwei Bartgeier Lucky und Charlie ausgewildert. Seit dem Start des Projektes zur Wiederansiedlung von Bartgeiern in den Alpen, wurden in Österreich mehr als 60 junge Bartgeier freigelassen.

## Persönlichkeiten

### Söhne und Töchter der Gemeinde
- Hans Unterwurzacher (1878–1955), Politiker (CSP)
- Monika Kaserer (* 1952), Skiläuferin

### Mit der Gemeinde verbundene Persönlichkeiten
- Christoph Dreier (* 1981), Skiläufer
- Charly Rabanser (* 1954), Schauspieler[15]
- Rene Sauerschnig (* 1981), Politiker und Abgeordneter zum Salzburger Landtag